# ТЭЦ Остроленка
ТЭЦ Остроленка – теплоэлектроцентраль на северо-востоке Польши, за сотню километров от Варшавы.
Целлюлозно-бумажный комбинат в Остроленке традиционно использовал услуги расположенной рядом ТЭС Остроленка. Туда же с 1997 года отправляли для сжигания кору, значительные объемы которой возникают в технологическом процессе комбината. А в 2011 году новый владелец предприятия финская компания Stora Enso дополнила его своей собственной ТЭЦ, которая на данный момент покрывает 100 % потребностей в тепловой и 70 % в электрической энергии.
На станции установлен котел с циркулирующим кипящим шаром, рассчитанный на сжигание биомассы, который питает одну турбину с противодавлением мощностью 36 МВт. При необходимости он также может сжигать уголь.
Кроме того, от содорегенерационного котла (который играет важную роль в технологическом процессе производства целлюлозы) питается паровая турбина мощностью 7 МВт.
Тепловая мощность станции составляет 250 МВт.
Связь с энергосистемой осуществляется по ЛЭП, рассчитанной на работу под напряжением 110 кВ.